# ニュースしずおか845
『ニュースしずおか845』（ニュースしずおかはちよんご）は、NHK静岡放送局の総合テレビで月曜日から金曜日に放送されている『NHKニュース』のローカルニュース番組である。

## 概要
- 夕方のニュース・情報番組「ニュースいちばん」が終了したことに伴いタイトルが変更された。

- オープニングタイトルは「ニュースいちばん845」までは首都圏ニュース845のものを流用していた（タイトルにニュースいちばんを付加）。その後は現在の「さんいんNEWS645」で使用されている曲を使用していた時期もあったが、現在はCGはオリジナルのもの、曲は過去に首都圏ニュース845で使用されていたものを使用、という構成。

- 2011年度までは基本的に祝日も暦通りに放送されていた。隣接の関東・甲信越ブロックでは、基本的に祝日の同時間帯は東京本部から関東・甲信越エリアへのブロックネット（管中）で「ニュース845」として放送されるが、静岡局が属する東海・北陸ブロックでは、平日同様に各県別のローカルニュースを編成していた。

- 2012年度からはこの祝日編成が見直され、東海・北陸管轄のNHK名古屋放送局からの東海・北陸地方向け「ニュース845」が放送されることとなった。ただし、一部新聞や電子番組表上では「ニュース845東海北陸」と表記されている。[1]

- 2018年度からは祝日21時前のローカルニュース枠が5分に縮小されたが、静岡局では従前通り東海・北陸（名古屋発）のローカルニュースを放送している。

## 放送時間
- 月曜日 - 金曜日 20:45 - 21:00
  - 祝日・年末年始は休止となり、20:55 - 21:00に拠点の名古屋放送局から「ニュース・気象情報（東海・北陸）」を5分間放送（12月31日を除く）。
  - 大型連休・お盆期間などは休止となり、同時間帯で拠点の名古屋放送局から「ニュース845東海・北陸」[2]または「ニュース845東海」（東海4県向け）[3]として臨時ネットとなる。

## キャスター
- 原則としてNHK静岡放送局のアナウンサーが交替で担当[4][5][6]。

## 主な内容
- 静岡県のニュース
- リポート（NHKニュース たっぷり静岡と同じ内容の場合が多い）
- みーつけた（NHKニュース たっぷり静岡と同じ内容）
- 静岡県の気象情報